# (15721) 1990 OV
1990 أو في (ويعرف أيضًا باسم (15721) 1990 أو في وفق تسمية الكوكب الصغير) (بالإنجليزية: 1990 OV)‏ هو كويكب ضمن حزام الكويكبات؛ وترتيبه 15721 من حيث الاكتشاف.
اكتُشف هذا الجُرم الفلكي بواسطة اليانور إف. هيلين في 19 يوليو 1990.

## وصلات خارجية
- (15721) 1990 OV في قاعدة بيانات مختبر الدفع النفاث لأجرام النظام الشمسي الصغيرة

- الاكتشاف · مخطط المدار ·  العناصر المدارية · المعلمات المادية

- (15721) 1990 OV على موقع ويكي سكاي: DSS2, SDSS, GALEX, IRAS, Hydrogen α, X-Ray, Astrophoto, Sky Map, Articles and images